# Elecciones presidenciales de Moldavia de 2024
Las elecciones presidenciales se realizaron en Moldavia el 20 de octubre de 2024, sin embargo, como ningún candidato obtuvo la mitad de los votos, se convocó a un balotaje que se celebró el 3 de noviembre. La presidenta en funciones Maia Sandu buscó postularse para otro mandato. 
The Guardian, asi como varios medios de comunicación, describieron la elección como una elección entre Occidente y Rusia, con Sandu representando el lado pro-occidental y Stoianoglo el lado prorruso.Renato Usatîi, que quedó tercero en la primera vuelta, se negó a apoyar a un candidato en la segunda vuelta.
Además, el mismo día de la primera vuelta de las elecciones presidenciales se celebró un referéndum sobre la adhesión de Moldavia a la Unión Europea.

## Sistema electoral

### Fecha
El 17 de abril de 2024, el presidente del Parlamento, Igor Grosu, anunció que las elecciones presidenciales junto con el referéndum sobre la adhesión a la Unión Europea se celebrarían el 20 de octubre.

### Requisitos de elegibilidad de candidatos
La Constitución de la República de Moldavia (artículo 78, cláusula 2) recoge cuatro condiciones que el candidato a presidente debe cumplir: tener la nacionalidad moldava, ser mayor de 40 años, haber residido en el país por al menos 10 años y la capacidad de hablar la lengua nacional, el moldavo. Además, el artículo 80 de la Constitución indica que un individuo solo puede ser presidente hasta un máximo de dos mandatos seguidos.

### Proceso electoral
Los candidatos pueden ser nominados por su partido político, una alianza electoral o presentarse de forma independiente. Tienen que recoger al menos 15.000 firmas de votantes en apoyo de al menos la mitad de las unidades territoriales administrativas de nivel 2 de Moldavia, con al menos 600 firmas en cada una de ellas.
El presidente de Moldavia es electo utilizando el sistema de segunda vuelta electoral; si ningún candidato recibe la mayoría de los votos en la primera vuelta, es decir el 50 % de los votos, con una participación electoral de al menos el 33%. Se realizará una segunda vuelta. El candidato con el mayor número de votos en la segunda vuelta se convierte en presidente.

## Problemas de seguridad
Las autoridades moldavas han acusado a grupos entrenados por Rusia de conspirar para desestabilizar las elecciones. En septiembre de 2024, se atribuyeron a dichos grupos incidentes de vandalismo en las oficinas del Tribunal Supremo de Justicia de Moldavia y en la emisora pública Teleradio Moldova.
En octubre de 2024, las autoridades anunciaron el descubrimiento de un complot de Ilan Shor por 15 millones de dólares procedentes de Rusia que se distribuyeron a unas 130.000 personas con el fin de sobornar a los votantes para que eligieran decisiones antioccidentales y difundir desinformación contra la Unión Europea en las redes sociales, tras las redadas en 26 lugares de todo el país.
El gobierno ruso negó las acusaciones.

## Candidatos

### Registrados
| Nombre               | Campaña     | Cargo | Partido político | Partido político                                  |
| -------------------- | ----------- | --- | ---------------- | ------------------------------------------------- |
| Maia Sandu           | (Sitio web) | Presidenta de Moldavia (2020–presente) Primera Ministra de Moldavia (2019) Ministra de Educación (2012–2015) |                  | Partido de Acción y Solidaridad                   |
| Alexandru Stoianoglo |             | Fiscal General (2019–2021) Vicepresidente del parlamento (2009–2010)                                         |                  | Partido de los Socialistas                        |
| Renato Usatîi        | (Sitio web) | Alcalde de Bălți (2015–2018, 2019–2021)                                                                      |                  | Nuestro Partido                                   |
| Vasile Tarlev        |             | 'Primer Ministro de Moldavia' (2001–2008)                                                                    |                  | Partido del Futuro de Moldavia                    |
| Irina Vlah           | (Sitio web) | Gobernadora de Gagauzia (2015–2023)                                                                          |                  | Independiente                                     |
| Ion Chicu            |             | 'Primer Ministro de Moldavia' (2019–2020) Ministro de Finanzas (2018–2019)                                   |                  | Partido de Desarrollo y Consolidación de Moldavia |
| Andrei Năstase       | (Sitio web) | Vice primer ministro de Moldovia (2019)                                                                      |                  | Independiente                                     |
| Octavian Țîcu        |             | Miembro del Parlamento Moldavo (2019–2021)                                                                   |                  | Bloque Juntos                                     |
| Victoria Furtună     | (Sitio web) | Fiscal |                  | Independiente                                     |
| Tudor Ulianovschi    | (Sitio web) | Ministro de Asuntos Exteriores e Integración Europea (2018–2019)                                             |                  | Independiente                                     |
| Natalia Morari       | (Sitio web) | Periodista                                                                                                   |                  | Independiente                                     |

### Candidaturas retiradas
- Alexandru Arseni (independiente), Miembro del parlamento (1990–1994)

### Candidaturas rechazadas
- Valeriu Pleșca (Partido Socialdemócrata Europeo), ministro de Defensa (2004-2007)
- Vasile Bolea  (Victoria) Miembro del Parlamento de Moldavia (2014–presente)
- Igor Munteanu (Coalición por la Unidad y el Bienestar), Embajador en Estados Unidos, Canadá y México (2010-2015)

### Declinado
A agosto de 2024, las siguientes personas han sido objeto de especulaciones sobre su posible candidatura en los seis meses anteriores, pero rechazaron y anunciaron que no se postularán:
- Ion Ceban, alcalde de Chișinău (2019-presente)[14]
- Igor Dodon, presidente de Moldavia (2016-2020) (Bloque Electoral de Comunistas y Socialistas)[15]
- Vlad Filat, Primer ministro de Moldavia (2009–2013)[16]
- Teodor Cârnaț,  Miembro del Consejo Superior de la Magistratura (2013–2017)

## Encuestas de opinión
| Fecha                      | Encuestadora           | Muestra |            |            |                      |           |          |                  |           |               |               |               | Otro    | Ninguno |
| Fecha                      | Encuestadora           | Muestra | Maia Sandu | Igor Dodon | Alexandru Stoianoglo | Ion Ceban | Ilan Șor | Vladimir Voronin | Ion Chicu | Marina Tauber | Renato Usatîi | Irina Vlah    | Otro    | Ninguno |
| Fecha                      | Encuestadora           | Muestra | PAS        | PSRM       | PSRM                 | MAN       | ȘOR      | PCRM             | PDCM      | ȘOR           | PN            | Independiente | Otro    | Ninguno |
| -------------------------- | ---------------------- | ------- | ---------- | ---------- | -------------------- | --------- | -------- | ---------------- | --------- | ------------- | ------------- | ------------- | ------- | ------- |
| 13–18 Sep 2024             | iData                  | 1,021   | 26.8%      | –          | 11.2%                | –         | –        | –                | 4.1%      | –             | 12.7%         | 6.1%          | 16.5%   | 22.6%   |
| 30 Aug–2 Sep 2024          | Intellect Group        | 596     | 24.5%      | –          | 12.0%                | –         | –        | –                | 1.5%      | –             | 6.2%          | 5.0%          | 14.7%   | 20.7%   |
| 19–25 Ago 2024             | iData                  | 1,004   | 27.5%      | –          | 11.4%                | –         | –        | –                | 2.8%      | –             | 11.6%         | 3.3%          | 21.2%   | 22.2%   |
| 20–23 Ago 2024             | CBS Research–WatchDog  | 1,011   | 35.5%      | –          | 9.9%                 | –         | –        | –                | 3.0%      | –             | 6.8%          | 5.8%          | 14.4%   | 24.6%   |
| 8–21 Jul 2024              | IMAS                   | 1,093   | 33.7%      | –          | 11.5%                | –         | –        | –                | 6.0%      | –             | 10.8%         | 8.9%          | 10.3%   | 18.8%   |
| 28 Jun–18 Jul 2024         | CBS-AXA-IPRE           | 1,119   | 30.3%      | 13.0%      | 1.0%                 | 5.4%      | 2.5%     | 3.4%             | 3.2%      | –             | 6.5%          | 5.6%          | 6.3%    | 23%     |
| 23 May–13 Jun 2024         | IRI                    | 1,225   | 34%        | 18%        | –                    | 4%        | 4%       | –                | 5%        | –             | 5%            | 4%            | 3%      | 24%     |
| 22–27 de mayo de 2024      | iData                  | 1,022   | 30.4%      | 14.3%      | –                    | 3.0%      | –        | 2.5%             | 6.1%      | –             | 3.9%          | 1.6%          | 6.1%    | 32.1%   |
| 2–19 de mayo de 2024       | IMAS                   | 1,088   | 35.2%      | 16.4%      | –                    | 5.9%      | –        | 5.3%             | 5.7%      | –             | 4.7%          | 4.1%          | 7.8%    | 14.9%   |
| 6–13 Abr 2024              | CBS-AXA–WatchDog       | 1,008   | 35.1%      | 15.8%      | –                    | 5.4%      | 1.7%     | 4.6%             | 5.6%      | –             | 3.9%          | 4.5%          | 5.3%    | 18.0%   |
| 18–24 Mar 2024             | iData                  | 1,131   | 27.9%      | 13.3%      | –                    | 4.4%      | –        | 2.6%             | 5.7%      | –             | 3.0%          | 4.3%          | 6.5%    | 32.3%   |
| 27 Ene–22 Feb 2024         | IRI                    | 1,247   | 30%        | 24%        | –                    | 6%        | 4%       | –                | 5%        | –             | 4%            | 4%            | 1%      | 22%     |
| 7–12 Feb 2024              | CBS Research           | 1,104   | 29.8%      | 14.8%      | –                    | 4.5%      | 8.5%     | 1.6%             | 5.0%      | –             | 4.4%          | 4.8%          | 4.1%    | 22.4%   |
| 26–30 Ene 2024             | iData                  | 1,011   | 24.1%      | 29.7%      | 29.7%                | 29.7%     | 29.7%    | 29.7%            | 29.7%     | 29.7%         | 29.7%         | 29.7%         | 29.7%   | 46.2%   |
| 29 Nov–16 Dec 2023         | IMAS                   | 954     | 30.1%      | 24.0%      | –                    | 8.1%      | –        | 2.7%             | 6.1%      | –             | 4.1%          | 5.6%          | 6.0%    | 13.3%   |
| 2–24 Sep 2023              | IMAS                   | 822     | 27.8%      | 16.0%      | –                    | 6.0%      | –        | 4.3%             | 5.9%      | –             | 6.0%          | 4.9%          | 4.7%    | 24.4%   |
| 9–23 Aug 2023              | CBS-AXA–IPP            | 1,215   | 29.4%      | 18.1%      | –                    | 5.6%      | 3.2%     | 1.5%             | 4.1%      | –             | 5.1%          | –             | 3.0%    | 30.1%   |
| 13–28 Jun 2023             | CBS-AXA–IPRE           | 1,120   | 32.6%      | 17.8%      | –                    | 5.3%      | 3.3%     | 4.3%             | 2.9%      | 3.0%          | 4.3%          | –             | 1.5%    | 24.0%   |
| 10–19 Jun 2023             | CBS-AXA–WatchDog       | 1,121   | 37.9%      | 14.2%      | –                    | 6.2%      | 2.5%     | 4.7%             | 5.0%      | 3.5%          | 4.7%          | –             | 3.0%    | 18.3%   |
| 2–19 de mayo de 2023       | IMAS                   | 1,112   | 28.5%      | 23.9%      | –                    | 8.3%      | –        | 3.7%             | 7.2%      | 2.7%          | 3.8%          | –             | 4.1%    | 18.0%   |
| 27 abril–8 de mayo de 2023 | iData                  | 1,049   | 30.4%      | 18.3%      | –                    | 6.7%      | 12.2%    | –                | 5.9%      | –             | 4.5%          | 2.8%          | 1.5%    | 17.7%   |
| 4–13 Apr 2023              | CBS-AXA–WatchDog       | 1,015   | 38.3%      | 18.4%      | –                    | 6.2%      | 2.5%     | 3.2%             | 4.9%      | 2.2%          | 3.2%          | –             | 1.9%    | 19.2%   |
| 15–26 Mar 2023             | iData                  | 1,065   | 29.4%      | 17.6%      | –                    | 7.2%      | 9.2%     | 0.9%             | 5.4%      | –             | 1.7%          | 3.1%          | 1.7%    | 23.9%   |
| 24 Feb–3 Mar 2023          | CBS-AXA–WatchDog       | 1,000   | 31.8%      | 17.8%      | –                    | 4.7%      | 2.0%     | 3.5%             | 3.3%      | 1.8%          | 2.0%          | 2.1%          | 2.1%    | 28.8%   |
| 6–23 Feb 2023              | IMAS                   | 1,100   | 25.2%      | 20.4%      | –                    | 8.2%      | –        | 4.9%             | 5.4%      | 4.3%          | 3.4%          | –             | 3.8%    | 24.6%   |
| 17–26 Jan 2023             | CBS-AXA–WatchDog       | 1,001   | 28.2%      | 17.6%      | –                    | 8.5%      | 4.2%     | 3.9%             | 3.9%      | 2.4%          | 3.5%          | 1.8%          | 4.0%    | 21.8%   |
| 15–26 Dec 2022             | iData                  | 1,006   | 27.2%      | 24.1%      | –                    | 10.0%     | 13.4%    | 0.6%             | 5.0%      | 0.2%          | 0.5%          | 0.1%          | 3.0%    | 16.0%   |
| 10–29 Nov 2022             | IMAS                   | 1,100   | 26.9%      | 19.6%      | –                    | 8.8%      | –        | 4.0%             | 7.1%      | 2.8%          | 2.2%          | –             | 7.3%    | 21.3%   |
| 29 Oct–10 Nov 2022         | CBS Research/IPP       | 1,134   | 27.3%      | 15.4%      | –                    | 7.1%      | 9.1%     | 4.3%             | –         | –             | 2.9%          | –             | 3.5%    | 30.5%   |
| 29 Sep–11 Oct 2022         | IDIS–CBS Research–IPRI | 1,066   | 34.1%      | 19.1%      | –                    | 7.1%      | 6.3%     | 5.2%             | 2.5%      | –             | 3.3%          | 1.2%          | 3.2%    | 18.1%   |
| 6–18 Jul 2022              | IMAS                   | 1,007   | 24.4%      | 25.4%      | –                    | 9.2%      | –        | 7.1%             | 5.2%      | 3.6%          | 2.8%          | –             | c. 5.4% | 16.0%   |

## Resultados
| Candidato                   | Candidato                   | Partido                     | 1.ª vuelta | 1.ª vuelta | 2.ª vuelta | 2.ª vuelta |
| Candidato                   | Candidato                   | Partido                     | Votos      | %          | Votos      | %          |
| --------------------------- | --------------------------- | --------------------------- | ---------- | ---------- | ---------- | ---------- |
|                             | Maia Sandu                  | PAS                         | 656.852    | 42.49      |            |            |
|                             | Alexandru Stoianoglo        | PSRM                        | 401.215    | 25.95      |            |            |
|                             |                             |                             |            |            |            |            |
|                             | Renato Usatîi               | PN                          | 213.169    | 13.79      | —          | —          |
|                             | Irina Vlah                  | Independiente               | 83.193     | 5.38       | —          | —          |
|                             | Victoria Furtună            | Independiente               | 68.778     | 4.45       | —          | —          |
|                             | Vasile Tarlev               | PFM-PCRM                    | 49.316     | 3.19       | —          | —          |
|                             | Ion Chicu                   | PDCM                        | 31.797     | 2.06       | —          | —          |
|                             | Octavian Țîcu               | BJ                          | 14.326     | 0.93       | —          | —          |
|                             | Andrei Năstase              | Independiente               | 9.946      | 0.64       | —          | —          |
|                             | Natalia Morari              | Independiente               | 9.444      | 0.61       | —          | —          |
|                             | Tudor Ulianovschi           | Independiente               | 7.995      | 0.52       | —          | —          |
|                             |                             |                             |            |            |            |            |
| Total                       | Total                       | Total                       | 1.546.031  | 100        |            |            |
| Votos válidos               | Votos válidos               | Votos válidos               | 1.546.031  | 98.82      |            |            |
| Votos en blanco/nulos       | Votos en blanco/nulos       | Votos en blanco/nulos       | 18.464     | 1.18       |            |            |
| Total de votos              | Total de votos              | Total de votos              | 1.564.495  | 100        |            |            |
| Registrados / participación | Registrados / participación | Registrados / participación | 3.023.506  | 51.74      |            |            |

## Reacciones

### Internacionales
- Unión Europea: Josep Borrell, jefe de política exterior, y Ursula von der Leyen, presidenta de la Comisión de la Unión Europea, felicitaron a Sandu.[47]
- Rumania: Marcel Ciolacu, primer ministro del país, felicitó a Sandu, e indicó que los moldavos habían optado por defender su democracia y continuar su camino pro-europeo.[48]
- Rusia: Dmitri Peskov, portavoz del gobierno ruso, indicó que la elección "no fue libre ni democrática", alegando que los que los votantes moldavos residentes en el país fueron privados de sus derechos.[49] María Zajárova, portavoz del Ministerio de Relaciones Exteriores, catalogó la campaña electoral de Sandu como "antidemocrática".[50]